# 日本版総合的社会調査
日本版総合的社会調査(JGSS; Japanese General Social Surveys)は、大阪商業大学が実施する、総合的社会調査である。

## 概要
東京大学社会科学研究所と協同で実施している。
社会的尺度の他、心理的尺度や、政治的尺度も含まれている。
定期的、継続的な調査の実施が他の調査に対する優位点である。

## 実施時期

### 第一期
- JGSS-2000,2001,2002,2003

### 第二期
- JGSS-2005
- JGSS-2006

### 第三期
- JGSS-2008
- JGSS-2009 LCS
- JGSS-2010
- JGSS-2012

## 関連事項
- 社会調査